# سر مهني
السر المهني (بالإنجليزية: Confidentiality) هو مبدأ أخلاقي مرتبط بعدة مهن (مثل الطب، والقانون، والدين، وعلم النفس المهني، والصحافة). في الأخلاق، و (في بعض الأماكن) في القانون، والأشكال البديلة لتسوية المنازعات القانونية مثل الوساطة، تكون بعض أنواع الاتصال بين شخص وأحد هؤلاء المهنيين «مميزة» وربما لا تناقش أو يكشف عنها لأطراف ثالثة. في تلك الولايات القضائية التي ينص فيها القانون على تلك السرية، عادة تكون هناك عقوبات لانتهاكها.
تم تعريف السرية أيضا بواسطة المنظمة الدولية للتوحيد القياسي (ايزو) في ايزو 17799 - على أنها «ضمان أن تكون المعلومات متاحة فقط لأولئك الذين يؤذن لهم بالاطلاع» وهي أحد الأركان الأساسية لأمن المعلومات. السرية هي واحدة من أهداف التصميم لنظم ترميز كثيرة، مما جعلها ممكنة من الناحية العملية عن طريق تقنيات التشفير الحديثة.
سرية المعلومات، ألزمت تعديل في قاعدة الجيش الكلاسيكية «الحاجة إلى المعرفة»، وشكلت حجر الزاوية في أمن المعلومات في شركات اليوم.
ما يسمى بـ فقاعة السرية تُقيّد تدفق المعلومات، ولهذا العديد من النتائج الإيجابية والسلبية.

## السرية القانونية
المحامون في كثير من الأحيان مطالبون من جانب القانون بالحفاظ على سرية أي شيء متعلق بتمثيل عميل. دور السرية هو أوسع بكثير من ميثاق الأدلة ما بين المحامي وموكله، الذي لا يغطي سوى الاتصالات بين المحامي وموكله.
كل من الشرف والواجب يخدم غرض تشجيع العملاء على الحديث بصراحة عن قضاياهم. وبهذه الطريقة، سوف يتمكن المحامون من القيام بواجبهم بإمداد العملاء بالتمثيل المتحمس. بخلاف ذلك، فإن الطرف المضاد في القضية قد يكون قادرًا على مفاجأة المحامي في المحكمة بشيء لا يعرفه عن موكله، مما يجعل كل من المحامي وموكله يظهروا كأحمقين. كذلك فلو شعر العميل بريبة وشك فقد يخفي حقيقة ذات صلة بالقضية لاعتقاده بأنها من الممكن أن تجرمه، والتي كان من الممكن أن يحولها المحامي الماهر إلى مصلحة موكله (على سبيل المثال، عن طريق إظهار الدفاع الإيجابي مثل الدفاع عن النفس).
ومع ذلك، معظم الولايات القضائية لديها استثناءات لحالات يكون المحامي لديه سبب للاعتقاد بأن موكله قد قتل أو سبب إصابة خطيرة لشخص ما، مما قد يسبب إصابات كبيرة لمصلحة مالية أو ممتلكات آخرين، أو يستخدم (أو يسعى إلى استخدام) خدمات المحامي لارتكاب جريمة أو النصب والاحتيال.
في مثل هذه الحالات للمحامي حرية التصرف، ولكنه ليس ملزم، بأن يكشف عن معلومات تهدف إلى منع عمل مخطط. معظم الولايات لديها نسخة من هذه القاعدة التقديرية للكشف بموجب قواعد السلوك المهني، المادة 1.6 (أو ما يعادلها).
قليل من الولايات القضائية جعلت هذا الواجب التقليدي التقديري إلزاميا. على سبيل المثال، اقرأ قواعد السلوك المهني لولاية نيوجيرسي وفيرجينيا، المادة 1.6.
في بعض الولايات القضائية يجب على المحامي لموافقة سلوكه حدود القانون أن يحاول إقناع العميل قبل الكشف عن أية معلومات سرية.
لاحظ أن هذه الاستثناءات عموما لا تغطي الجرائم التي وقعت بالفعل، وحتى في الحالات القصوى حيث اعترف القتلة إلى محاميهم بموقع الجثث المفقودة والتي ما زالت الشرطة تبحث عنها. , قد أكدت المحكمة العليا الأمريكية والعديد من المحاكم العليا للولاية على حق المحامي لحجب المعلومات في مثل هذه الحالات. وبخلاف ذلك، سيكون من المستحيل على أي متهم جنائي أن يحصل على دفاع متحمس.
تشتهر ولاية كاليفورنيا بأن لديها واحدة من أقوى واجبات الحفاظ على السرية في العالم، فيجب على محاميها حماية أسرار العميل حتى في حالة كل الخطر على نفسه أو نفسها. حتى تعديلا في عام 2004، كانت ولاية كاليفورنيا لا تسمح للمحامين حتى بالكشف عن أن العميل كان على وشك ارتكاب جريمة قتل.
التشريعات الأخيرة في المملكة المتحدة التي تحد من سرية المهنيين مثل المحامين والمحاسبين يمكنها الحفاظ على نفقة الدولة. فالمحاسبين، على سبيل المثال، عليهم أن يكشفوا للولاية عن أي حالة اشتباه في الاحتيال في المحاسبة، والاستخدام المشروع لضريبة الأوعية الإدخارية إذا كانت هذه المخططات غير معروفة بالفعل للسلطات الضريبية.

### تاريخ القانون الإنجليزي الخاص بالسرية
القانون الإنجليزي الحديث الخاص بالثقة نابع من حكم السيد المستشار كوتنهام، والذي منع فيه المدعى عليه من نشر قائمة من النقوش الخاصة التي قامت بها الملكة فيكتوريا والأمير ألبرت.
ومع ذلك، الأسس الفقهية للسرية ظلت غير مجربة إلى حد كبير حتى قضية شركة سولتمان للهندسة ضد شركة كامبل للهندسة، التي أيدت فيها محكمة الاستئناف وجود مذهب ثقة عادل، ومستقل عن العقد.
والقانون في صورته الحالية من التطوير قد تم جمعه بواسطة السيد جوف في قضية القابض على الجواسيس. وقد حدد ثلاثة شروط تحدد المبدأ الواسع العام، وقد نشأ واجب الثقة حين أدت معلومات سرية إلى معرفة شخص (من المقربين) في ظروف لاحظ بها أن المعلومات كانت سرية، مع التأثير أنه في جميع الظروف ينبغي أن يمنع من الكشف عن هذه المعلومات للآخرين. أولا، بمجرد أن دخلت المعلومات نطاق العام، لم يعد من الممكن حميتها كمعلومات سرية. ثانيا، واجب الثقة لا يتم تطبيقه على المعلومات التي لا فائدة منها، ولا التوافه. ثالثا، المصلحة العامة في المحافظة على الثقة من الممكن أن يتفوق عليها المصلحة العامة في المزيد من الكشف.
قد كان للإدراج في القانون المحلي من المادة 8 من الاتفاقية الأوروبية لحقوق الإنسان بموجب قانون حقوق الإنسان لعام 1998 تأثير عميق على تطوير القانون الإنجليزي الخاص بالسرية. المادة 8 تنص على أن لكل شخص الحق في احترام حياته الخاصة والعائلية، ومنزله ومراسلاته. في قضية كامبل ضد إم جي إن، أقر مجلس اللوردات أن صحيفة ديلي ميرور قد خرقت حقوق نعومي كامبل السرية من نشر التقارير والصور لمشاركتها في اجتماعات زمالة المدمنين المجهولين.
وعلى الرغم من تقسيم السيادة إلى 3-2 كنتيجة الاستئناف واعتماد صيغ مختلفة قليلا من المبادئ الواجبة التطبيق، كان هناك اتفاق واسع على أنه في حالات السرية التي تنطوي على مسائل الخصوصية، يجب تحويل التركيز من طبيعة العلاقة بين المطالب والمدعى عليه إلى (أ) النظر في طبيعة المعلومات نفسها و (ب) عملية التوازن بين حقوق صاحب المطالبة بموجب المادة (8) وحقوق المدعى عليه (على سبيل المثال، بموجب المادة 10، في حرية التعبير).
ويبقى في الوقت الحاضر من غير الواضح إلى أي مدى وكيفية هذا التطور الذي يقوده القاضي لقانون جزئي للخصوصية سيؤثر على مبادئ الإنصاف للسرية كما يفهم تقليديا.

## السرية الطبية
تطبق عادة السرية على المحادثات بين الأطباء والمرضى. وتمنع الحماية القانونية الأطباء من الكشف عن بعض المناقشات مع المرضى وحتى تحت القسم في المحكمة. وهذه القاعدة لا تنطبق إلا على الأسرار المشتركة بين الطبيب والمريض أثناء تقديم الرعاية الطبية.
القانون يعود إلى قسم أبقراط، ونصه: سواء كان هناك اتصال مع خدمتي المهنية، أو ليس هناك اتصال معها، أرى أو أسمع، في حياة الرجل، ما لا ينبغي أن يتم التحدث عنه في الخارج، وأنا لن أفصح كتصفية حساب عن أي مما يجب إبقاؤه سريا.
تم التكليف بالسرية في أمريكا من قبل قوانين HIPAA، وتحديدا مادة الخصوصية، وقوانين الولايات المختلفة، وبعضها أكثر صرامة من HIPAA. ومع ذلك، تم اقتطاع العديد من الاستثناءات للقواعد على مدى السنين. على سبيل المثال، تطالب العديد من الولايات الأطباء إبلاغ الشرطة عن حالات جروح الأعيرة النارية، وإبلاغ إدارة السيارات عن السائقين الضعاف. وتواجه السرية أيضا تحدياً في الحالات التي تنطوي على تشخيص الأمراض التي تنتقل بالاتصال الجنسي في المريض الذي يرفض الكشف عن التشخيص لأحد الزوجين، وإنهاء الحمل في المريض دون السن القانونية، دون علم والدي المريض. العديد من الولايات في الولايات المتحدة لديها قوانين تنظم إخطار الآباء في الإجهاض دون السن القانونية.
تنظر آداب مهنة الطب إلى واجب الحفاظ على السرية باعتباره عقيدة نسبيا غير قابلة للتفاوض في مجال الممارسة الطبية. وفي الآونة الأخيرة، جادل نقاد مثل جاكوب ابيل لاتباع نهج أكثر دقة يعترف بالحاجة إلى المرونة في كثير من الحالات.

## علم النفس العيادي
المبدأ الأخلاقي للسرية يتطلب أن المعلومات التي يتشاركها العميل مع المعالج أثناء العلاج لا يشارك في معرفتها الآخرون. وهذا أمر مهم بالنسبة للتقرب العلاجي، لأنها تعزز مناخ من الثقة. ومع ذلك، هناك استثناءات مهمة في السرية، وهي التي تتعارض مع واجب الطبيب في التحذير أو الحماية. وهذا يشمل حالات القتل أو الأفكار الانتحارية، والاعتداء على الأطفال، والاعتداء على كبار السن.

## وصلات خارجية
- السرية نسخة محفوظة 23 مارس 2010 على موقع واي باك مشين.